# Gens Scribonia
De gens Scribonia was een gens uit het oude Rome, wiens nomen gentile Scribonius of Scribonia (voor vrouwen) was. Bekende leden van de familie waren:
- Lucius Scribonius Libo (volkstribuun in 216 v.Chr.)
- Lucius Scribonius Libo (praetor in 204 v.Chr.), zoon van Lucius Scribonius Libo (volkstribuun in 216 v.Chr.)
- Gaius Scribonius Curio (aedilis in 196 v.Chr.)
- Lucius Scribonius Libo (aedilis in 193 v.Chr.)
- Lucius Scribonius Libo (volkstribuun in 149 v.Chr.), zoon van Lucius Scribonius Libo (aedilis in 193 v.Chr.)
- Gaius Scribonius Curio (praetor in 121 v.Chr.)
- Gaius Scribonius Curio (consul in 76 v.Chr.)
- Gaius Scribonius Curio (volkstribuun in 50 v.Chr.)
- Lucius Scribonius Libo (consul in 34 v.Chr.)
- Scribonia, tweede vrouw van Augustus
- Lucius Scribonius Libo (consul in 16), zoon van Lucius Scribonius Libo (consul in 34 v.Chr.)
- Marcus Scribonius Libo Drusus, broer van Lucius Scribonius Libo, beschuldigd van samenzwering tegen Tiberius, Germanicus en Drusus II in 16. Hij pleegde zelfmoord.
- Scribonius Largus, geneesheer van keizer Claudius